# البنك التجاري الإيطالي

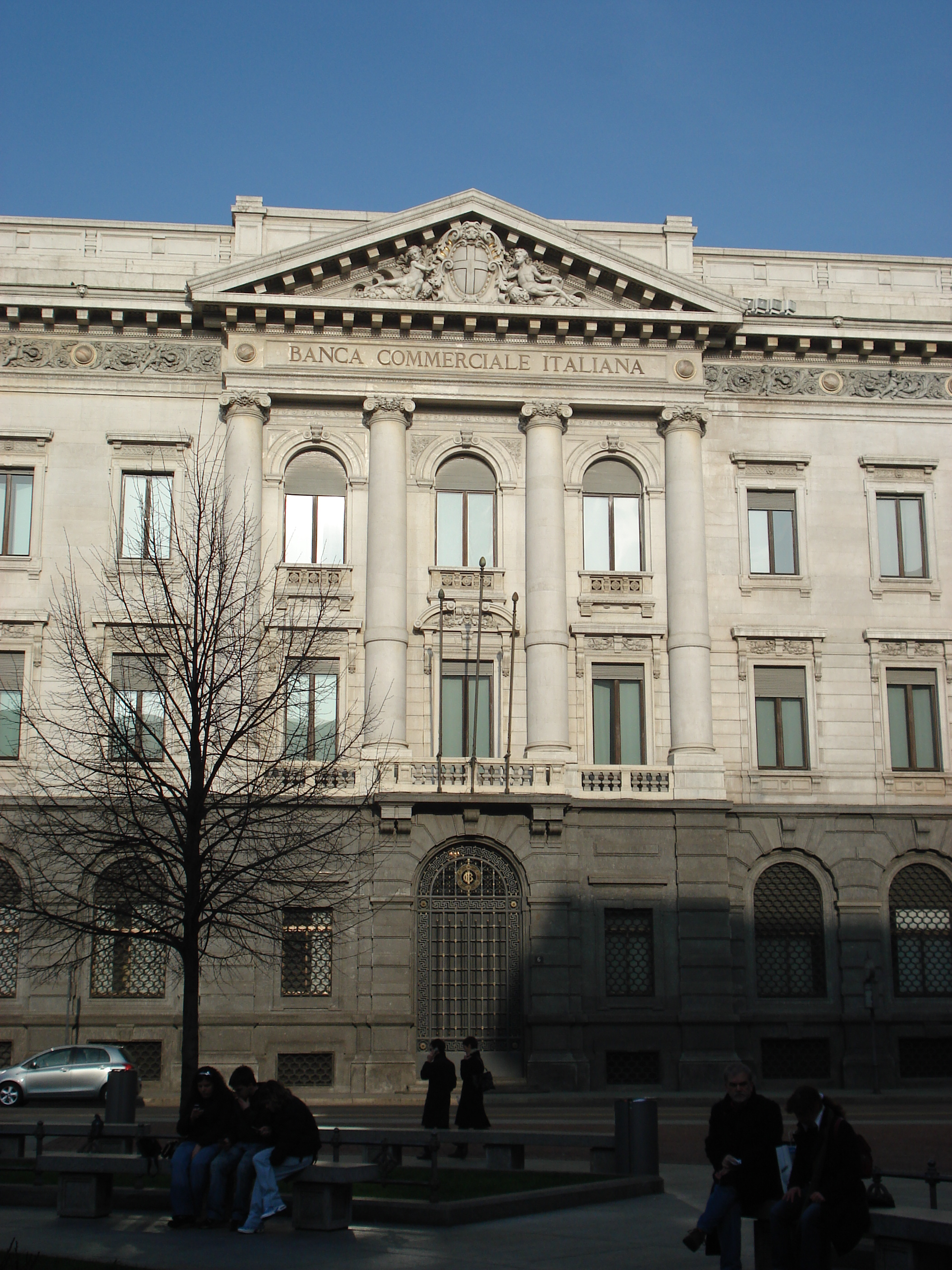

البنك التجاري الإيطالي تأسس البنك عام 1894 ، وأحد أكبر البنوك في إيطاليا. في عام 1999 ، اندمجت مع مجموعة مصرفية تتكون من كاسا دي ريسبارميو ديلي بروفينسي لومباردي (المعروف أيضًا باسم Cariplo ؛ في عام 1823) وبانكو أمبروفينيتو، التي اندمجت في عام 1998. غيرت مجموعة البنوك الاسم إلى Intesa-BCI ، والتي أصبحت شركة قابضة مؤقتة. في 1 يناير 2003 ، تم تغيير اسم المجموعة إلى Banca Intesa . في عام 2006 ، اندمجت Banca Intesa مع Sanpaolo IMI ، ومقرها تورينو ، إيطاليا ، لتشكيل إنتيسيا سان باولو .